# Srbská ženská házenkářská reprezentace
Srbská házenkářská reprezentace žen reprezentuje Srbsko na mezinárodních házenkářských akcích, jako je mistrovství světa nebo mistrovství Evropy.
- 1957–2001 součástí Jugoslávie, 2003–2005 součástí státu Srbsko a Černá Hora, od 2007 Srbsko

## Mistrovství světa
| Rok/pořádající země             | Účast                           |
| ------------------------------- | ------------------------------- |
| Srbsko a Černá Hora             |                                 |
| MS 2003 Chorvatsko              | 9. místo                        |
| MS 2005 Rusko                   | Ne                              |
| Srbsko                          |                                 |
| MS 2007 Francie                 | Ne                              |
| MS 2009 Čína                    | Ne                              |
| MS 2011 Brazílie                | Ne                              |
| MS 2013 Srbsko                  | Stříbrná medaile                |
| MS 2015 Dánsko                  | 15. místo                       |
| MS 2017 Německo                 | 9. místo                        |
| MS 2019 Japonsko                | 6. místo                        |
| MS 2021 Španělsko               | 12. místo                       |
| MS 2023 Dánsko, Norsko, Švédsko | 21. místo                       |
| Celkem                          | Účast – 6× · – 0× · – 1× · – 0× |

## Mistrovství Evropy
| Rok/pořádající země                              | Účast                            |
| ------------------------------------------------ | -------------------------------- |
| Srbsko a Černá Hora                              |                                  |
| ME 2004 Maďarsko                                 | 12. místo                        |
| Srbsko                                           |                                  |
| ME 2006 Švédsko                                  | 14. místo                        |
| ME 2008 Makedonie                                | 13. místo                        |
| ME 2010 Dánsko, Norsko                           | 14. místo                        |
| ME 2012 Srbsko                                   | 4. místo                         |
| ME 2014 Chorvatsko, Maďarsko                     | 15. místo                        |
| ME 2016 Švédsko                                  | 9. místo                         |
| ME 2018 Francie                                  | 11. místo                        |
| ME 2020 Dánsko                                   | 13. místo                        |
| ME 2022 Černá Hora, Severní Makedonie, Slovinsko | 15. místo                        |
| Celkem                                           | Účast – 10× · – 0× · – 0× · – 0× |

## Olympijské hry
| Rok/pořádající město    | Účast                           |
| ----------------------- | ------------------------------- |
| Srbsko a Černá Hora     |                                 |
| LOH 2004 Athény         | Ne                              |
| Srbsko                  |                                 |
| LOH 2008 Peking         | Ne                              |
| LOH 2012 Londýn         | Ne                              |
| LOH 2016 Rio de Janeiro | Ne                              |
| LOH 2020 Tokio          | Ne                              |
| Celkem                  | Účast – 0× · – 0× · – 0× · – 0× |